# Jan Tadeáš Antonín Peithner z Lichtenfelsu
Jan Tadeáš Antonín Peithner z Lichtenfelsu (německy Johann Thaddäus Anton Peithner, Edler von Lichtenfels; 8. dubna 1727 Boží Dar – 22. června 1792 Vídeň) byl český báňský geolog a přírodovědec.